# Ramperto
Ramperto (815 – 844 circa) è stato vescovo di Brescia.
Guidò il passaggio dal governo longobardo della città al governo carolingio, dandole lustro e rilanciandola sul piano economico e culturale.
Una delle sue opere maggiori fu l'edificazione del monastero benedettino e della chiesa dei Santi Faustino e Giovita, patroni della città. Fu sepolto nella stessa chiesa, da lui fatta costruire, e venerato per lunghissimo tempo con il titolo popolare di beato. Al suo nome è legato il più antico galletto segnavento esistente, il manufatto altomedievale detto Gallo di Ramperto.